# Heart*Iz
Heart*Iz (estilizado em letras maiúsculas; pronunciado "heart eyes") é o segundo extended play (EP) do grupo feminino nipo-sul-coreano Iz*One, um grupo de projeto formado por meio do reality show de sobrevivência Produce 48 da Mnet de 2018. O álbum foi lançado em 1 de abril de 2019 pela Off the Record. O mesmo foi lançado em duas versões: "Violeta" e "Sapphire", contendo 8 faixas, incluindo o single "Violeta".

## Antecedentes e lançamento
No final de fevereiro, foi reportado e confirmado que Iz*One faria seu primeiro retorno ao cenário musical coreano em abril com seu segundo EP. Em 18 de maio, o grupo anunciou por suas mídias sociais que voltaria com o EP Heart*Iz em 1 de abril com a faixa-título "Violeta" através de um teaser. O videoclipe do single "Violeta" foi lançado em 1 de abril de 2019 no YouTube, juntamente com o lançamento físico e digital do EP em vários sites de música.
A Off the Record lançou um vídeo especial em comemoração aos 40 milhões de visualizações do videoclipe de "Violeta".

## Promoção
Um showcase para o álbum intitulado "Heart To" foi realizado no dia do lançamento do álbum no Blue Square, Seul, onde o grupo apresentou pela primeira vez sua faixa-título e outras canções do EP. O evento foi transmitido ao vivo pela Mnet e pelo canal oficial da Stone Music no YouTube. O grupo gravou para o programa de variedades Idol Room e foi transmitido pela JTBC em 2 de abril de 2019.
Iz*One iniciou suas promoções em programas musicais no M Countdown, apresentando "Violeta" juntamente de "Really Like You" e "Up". O grupo encerrou suas atividades após 3 semanas, onde totalizaram 7 prêmios com a faixa-título "Violeta".

## Recepção
Jeff Benjamin da Billboard comenta que a faixa-título "Violeta" segue a mesma temática da faixa-título anterior, "La Vie en Rose" com uma "temática colorida e floral com as garotas tentando encantar e persuadir um amor, abrindo-se a ele como uma flor prestes a florescer", e acrescenta ainda que "Iz*One entregam uma difícil e precisa dança que servem como uma fascinante justaposição dos doces vocais das garotas".

## Desempenho comercial
Em 29 de março de 2019, a Off the Record relatou que Heart*Iz ultrapassou 200,000 cópias na pré-venda. O EP vendeu 132,109 cópias em território sul-coreano na primeira semana, quebrando um recorde de maior venda de um álbum em sua primeira semana por um grupo feminino. O EP foi um sucesso comercialmente, ocupando o topo na Gaon Album Chart e Oricon Overseas Album Charts, além de ter vendido mais de 250,000 cópias e ter recebido o certificado de Platina pela Gaon.

## Lista de faixas
| N.º            | Título                              | Letras                                         | Música                                   | Arranjo                   | Duração |  |
| 1.             | "Hey. Bae. Like It" (해바라기)      | Tenzo Kebee EB                                 | Tenzo MUNA                               | MUNA                      | 3:32    |  |
| 2.             | "Violeta" (비올레타)                | Choi Hyun-joon Kim Seung-soo                   | Choi Hyun-joon Kim Seung-soo             | Park Seul-gi              | 3:20    |  |
| 3.             | "Highlight"                         | Lee Tae-hoon So Jay                            | Lee Tae-hoon Sam Carter RAMI NU bK       | Lee Tae-hoon              | 3:28    |  |
| 4.             | "Really Like You"                   | YOSKE Kim Min-ju Hitomi Honda Alive Knoh       | EastWest (1by1) YOSKE                    | EastWest (1by1)           | 3:10    |  |
| 5.             | "Airplane"                          | Lee Dae-hwi So Jay Jo Yoon-kyung Jang Yeo-jin  | Baekgom Park Ki-tae (Prismfilter) So Jay | Park Ki-tae (Prismfilter) | 3:03    |  |
| 6.             | "Up" (하늘 위로)                    | KZ                                             | KZ Nthonius                              | KZ Nthonius               | 3:12    |  |
| 7.             | "Neko ni Naritai" (Versão coreana)  | Yasushi Akimoto Kim Min-ju (versão coreana)    | Shintaro Fujiwara                        | Shintaro Fujiwara         | 4:16    |  |
| 8.             | "Gokigen Sayonara" (Versão coreana) | Yasushi Akimoto Lee Chae-yeon (versão coreana) | Toshihiko Watanabe                       | Toshihiko Watanabe        | 4:20    |  |
| Duração total: | Duração total:                      | Duração total:                                 | Duração total:                           | Duração total:            | 28:32   |  |

## Desempenho nas tabelas musicais
| Tabela musical (2019)               | Melhor posição |
| ----------------------------------- | -------------- |
| Coreia do Sul (Gaon Album Chart)    | 1              |
| Estados Unidos (World Albums Chart) | 6              |
| Japão (Oricon)                      | 4              |
| Japão (Billboard Hot Albums)        | 5              |

| Tabela musical (2019)            | Melhor posição |
| -------------------------------- | -------------- |
| Coreia do Sul (Gaon Album Chart) | 21             |

## Certificações e vendas
| País (Certificador)  | Certificação | Vendas  |
| -------------------- | ------------ | ------- |
| Coreia do Sul (Gaon) | Platina      | 282,388 |
| Japão (Oricon)       | —            | 41,969  |

## Prêmios e indicações
| Ano  | Premiação          | Categoria      | Resultado |
| ---- | ------------------ | -------------- | --------- |
| 2020 | Golden Disc Awards | Disco Bonsang  | Indicado  |
| 2020 | Seoul Music Awards | Prêmio Bonsang | Indicado  |

## Histórico de lançamento
| Região        | Data               | Formatos                      | Gravadoras                                             |
| ------------- | ------------------ | ----------------------------- | ------------------------------------------------------ |
| Coreia do Sul | 1 de abril de 2019 | CD download digital streaming | Off the Record Entertainment Stone Music Entertainment |
| Várias        | 1 de abril de 2019 | Download digital streaming    | Off the Record Entertainment Stone Music Entertainment |